# Takshanuk Mountains

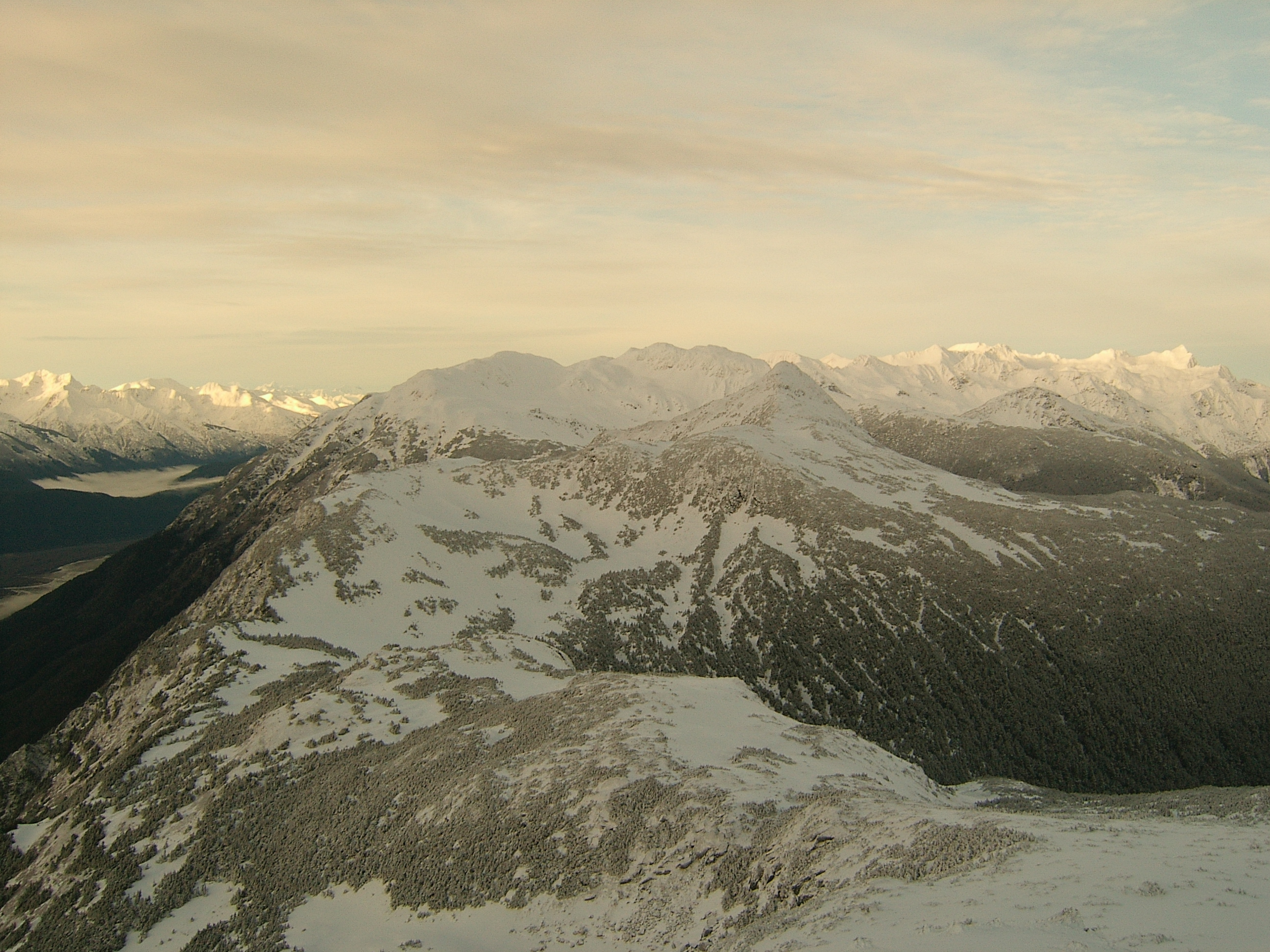
Een blik op het zuidelijke uiteinde van de Takshanuk Mountains. De Chilkat River is net te zien in de linkerbenedenhoek.

De Takshanuk Mountains is een gebergte in de Alaska Panhandle in het zuidoosten van Alaska in de Verenigde Staten. 

## Geografie
Het gebergte heeft een lengte van ongeveer 42 kilometer en het hoogste punt ligt op 1566,98 meter boven zeeniveau. De bergketen vormt de waterscheiding tussen de stroomgebieden van Chilkoot River en Chilkat River scheidt die respectievelijk uitmonden in de Chilkoot Inlet en de Chilkat Inlet, elk aan het noordelijk uiteinde van het Lynn Canal. De bergketen vormt ook ook het noordelijke deel van het Chilkat Peninsula.
Bergtoppen in de bergketen zijn onder andere Mount Ripinski, Peak 3920 en Tukgahgo Mountain.
De primaire toegang tot het berggebied is via de plaats Haines of via de Haines Highway.